# 白取祐司
白取 祐司（しらとり・ゆうじ、1952年7月16日- ）は、日本の法学者。専攻は刑事訴訟法。弁護士。学位は、法学博士（北海道大学・課程博士・1984年）。

## 人物
徹底した人権主義に立脚。元民主主義科学者協会法律部会理事。民主主義科学者協会法律部会（民科）役員名簿・第24期（2014年11月-2017年10月）。
被告人の権利保障を第一に考慮する視座に立脚する。裁判員制度については、「国民の司法参加を促す意味で‥‥‥賛成」としている。
京都アニメーション放火殺人事件の容疑者逮捕に際し、毎日新聞にて「刑事訴訟法の趣旨からも人道上の観点からも、要件を欠く不当な逮捕だ」と主張し、その理由として「容疑者に逃亡の恐れも証拠隠滅の恐れもない。勾留施設の態勢を整えたといっても、身体拘束をすることで本人の健康状態にマイナスになることは明らかだ」としたうえで、「容疑者の重い病状に対する配慮が、悪を見逃すことにはならない。弁護士会にも協力を求め、入院先で弁護士と医師が立ち会い、任意で取り調べを進めればよかった」と主張した。

## 略歴
- 1977年3月 - 北海道大学法学部卒業
- 1977年4月 - 北海道大学大学院法学研究科博士前期課程入学
- 1977年9月 - 旧司法試験合格
- 1979年3月 - 北海道大学大学院法学研究科博士前期課程修了
- 1979年4月 - 最高裁判所司法研修所入所
- 1981年4月 - 最高裁判所司法研修所修了
- 1981年4月 - 北海道大学大学院法学研究科博士後期課程入学
- 1984年3月 - 北海道大学大学院法学研究科博士後期課程修了 (法学博士)[2]
- 1984年4月 - 札幌学院大学法学部助教授
- 1989年4月 - 北海道大学法学部助教授
- 1993年1月 - 北海道大学法学部教授
- 2000年4月 - 北海道大学大学院法学研究科教授
- 2006年4月-2008年3月 - 北海道大学法学研究科法律実務専攻長(法科大学院長)
- 2014年1月 - フランス・ポワチエ大学名誉博士
- 2015年4月 - 北海道大学名誉教授
- 2015年4月 - 神奈川大学法務研究科教授(研究者教員)[5]
- 2017年4月 - 弁護士登録(第二東京弁護士会)(登録番号:55488) ウェール法律事務所所属
- 2018年4月 - 神奈川大学法学部教授
- 2020年7月 - 弁護士法人アルタイル法律事務所所属

## 著作
著書
- 『一事不再理の研究』 日本評論社、1986年。
- 『論文講義 刑事訴訟法』 早稲田経営出版、1990年。
- 『盗聴立法批判―おびやかされる市民の自由』 日本評論社、1997年、小田中聰樹らとの共著。
- 『刑事訴訟法』 日本評論社、初版1999年。
- 『目で見る刑事訴訟法教材』 有斐閣、初版2002年、田口守一・佐藤博史との共編著。
- 『刑事訴訟法』 日本評論社〈法科大学院ケースブック〉、2004年、加藤克佳らとの共編著。
- 『フランスの刑事司法』 日本評論社、2011年。
- 『刑事訴訟法の理論と実務』 日本評論社、2012年。
- 『市民社会と法』 放送大学教育振興会、2012年、道幸哲也らとの共著。
- 『刑事法』放送大学教育振興会、2016年。

編書
- 『事例DE法学入門』 青林書院、1998年。
- 『激動期の刑事法学―能勢弘之先生追悼論集』 信山社出版、2003年、寺崎嘉博との共編。
- 『刑事司法改革と刑事訴訟法』上・下巻、日本評論社、2007年、村井敏邦・川崎英明との共編。
- 『新・コンメンタール刑事訴訟法』 日本評論社、初版2010年、後藤昭との共編。
- 『刑事裁判における心理学・心理鑑定の可能性』 日本評論社、2013年。
- 『プロブレム・メソッド刑事訴訟法30講』 日本評論社、2014年、後藤昭との共編。

訳書
- ジル・ペロー『赤いセーターは知っていた』上・下巻、日本評論社、1995年。